# 基爾基塔湖
45°20′2″N 45°23′26″E / 45.33389°N 45.39056°E
基爾基塔湖（俄语：Киркита），是俄羅斯的湖泊，位於該國西南部，由卡爾梅克共和國負責管轄，面積3.66平方公里，海拔高度6.9米，平均水深2.0米，最大水深4.0米。